# Ligne R17
La ligne R17 est un service de chemin de fer régional du réseau de Rodalies de Catalunya de Renfe Operadora circulant entre la gare de Barcelone-França et la gare de Port Aventura.
Elle est mise en service en 2020 par Rodalies de Catalunya.

## Histoire
Cette ligne du réseau de trains régionaux de Catalogne est créée le 13 janvier 2020 en raison de la fermeture du tronçon entre Vandellòs et Port Aventura et la mise en service de l'embranchement de Corridor méditerranéen qui transforme la gare de Port Aventura en gare terminus.

## Parcours
En fait, la ligne R17 se réfère principalement aux services de navette établis entre Tarragone et Port Aventura, au total 12-13 par direction. Lorsque Port Aventura est ouvert, il y a un service R17 depuis la gare de Barcelone-França et un retour dans l'après-midi depuis Port Aventura, qui est renforcé pendant les mois d'été avec un autre service par direction.

### Tracé
La ligne R17 en complet, commence à la gare de Barcelone-França et va jusqu'au tunnel entre Passeig de Gràcia et Barcelona Sants. L'itinéraire part de la ville vers la plaine du delta du Llobregat, en passant par la côte et le massif du Garraf, ce qui permet d'économiser du temps avec les nombreux tunnels. 
La ligne, dans la comarque du Garraf, arrive à Sitges et Vilanova i la Geltrú, où s'arrêtent quelques trains de la R17. L'itinéraire se poursuit près de la mer jusqu'à Sant Vicenç de Calders. L'itinéraire se poursuit ensuite le long de la côte vers Torredembarra, Altafulla et Tarragone. À Tarragone, la ligne R17 prend la ligne vers Valence, à sens unique, et va vers Port Aventura en passant entre les industries du domaine de Tarragone.

## Gares
Liste complète des gares de la ligne :
| Gare                   | Commune              | Correspondances | Services |
| ---------------------- | -------------------- | --------------- | -------- |
| Barcelone-França       | Barcelone            |                 |          |
| Passeig de Gràcia      | Barcelone            |                 |          |
| Barcelone-Sants        | Barcelone            |                 |          |
| Vilanova i la Geltrú   | Vilanova i la Geltrú |                 |          |
| Sant Vicenç de Calders | El Vendrell          |                 |          |
| Torredembarra          | Torredembarra        |                 |          |
| Altafulla - Tamarit    | Altafulla            |                 |          |
| Tarragone              | Tarragone            |                 |          |
| Port Aventura          | Salou                |                 |          |